# اوپایی
اوپایی (به مجاری: Ópályi) یک منطقهٔ مسکونی در مجارستان است که در سابولچ-ساتمار-برگ واقع شده‌است. اوپایی ۲۶٫۷۲ کیلومتر مربع مساحت و ۳٬۰۳۰ نفر جمعیت دارد.